# Sylvain Calzati
Sylvain Calzati, né le 1er juillet 1979 à Lyon, est un coureur cycliste français. Professionnel de 2003 à 2011, il a notamment remporté le Tour de l'Avenir 2004 et une étape du Tour de France 2006.

## Biographie

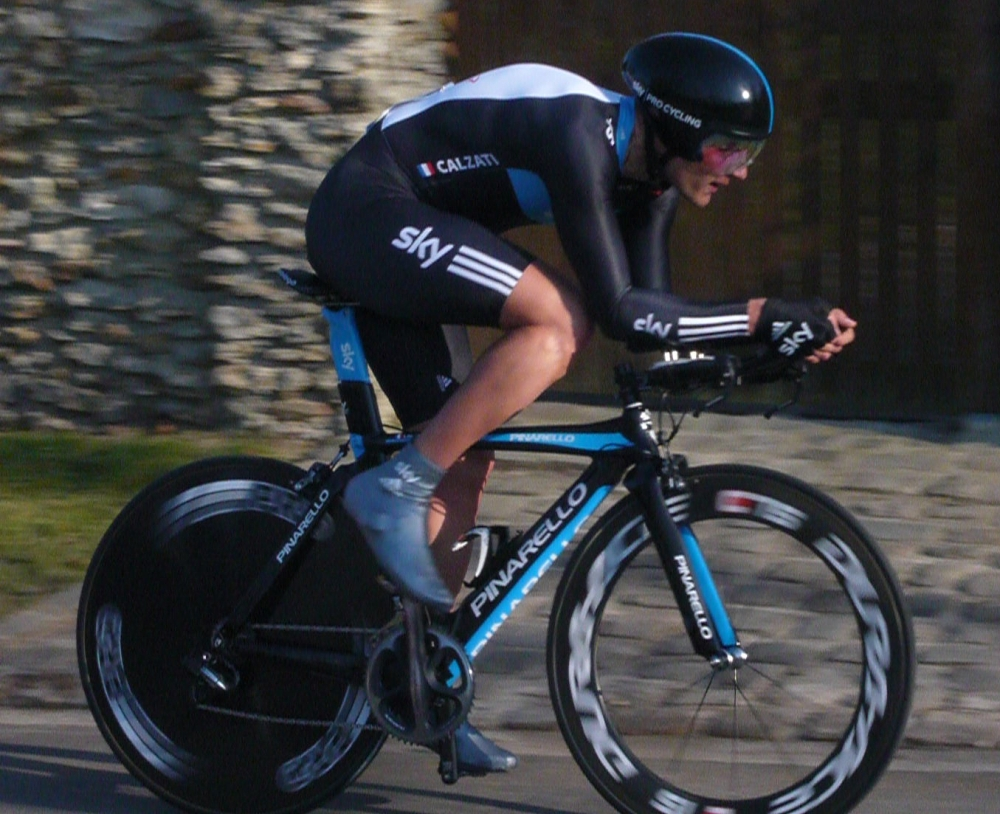
Sylvain Calzati à Paris-Nice 2010

Sylvain Calzati est le fils de Christian Calzati, coureur cycliste professionnel à la fin des années 1970.
Il devient professionnel en 2003 en signant dans l'équipe sud-africaine Barloworld. En 2004, il est membre de l'équipe Oktos jusqu'en mai avec laquelle il termine deuxième de l'Étoile de Bessèges. Début mai, il signe dans l'équipe de première division RAGT Semences MG Rover. Il remporte le classement général du Tour de l'Avenir en terminant dans la même seconde que le second, le Suédois Thomas Lövkvist. Il participe également à son premier grand tour, le Tour de France. L'équipe AG2R Prévoyance le fait signer un contrat pour la saison 2005. Il participe à nouveau au Tour de France mais doit abandonner. En 2006, il remporte sa plus belle victoire en gagnant la 8e étape du Tour de France. Il quitte cette équipe en 2009 pour l'équipe de seconde division Agritubel.
Après une saison en Angleterre au sein de l'équipe Sky en 2010, il revient en France pour la saison 2011 dans l'équipe bretonne Bretagne-Schuller. Il annonce la fin de sa carrière à la fin de la saison.
Sylvain Calzati est parrain du Chamrousse Team Cyclosport, une équipe cyclosportive basée à Chamrousse, du Club Cyclisme Multipole Etang de Berre et du Team NFCC, équipe cycliste franco-japonaise basée à Yokohama-Tokyo.

## Palmarès

### Palmarès amateur
- 1999
  - Route fleurie du Revermont
  - 3e étape de la Tucana Vauclusienne
  - Circuit de la Drôme
- 2000
  - Grand Prix de Chabottes :
    - Classement général
    - 2e étape
- 2001
  - 4e étape du Tour de Gironde
  - 2e du Circuit des Communes de la Vallée du Bédat
- 2002
  - Circuit de la Nive
  - Route du Pays basque

### Palmarès professionnel
- 2004
  - Classement général du Tour de l'Avenir
  - 2e de l'Étoile de Bessèges
- 2006
  - 8e étape du Tour de France

## Résultats sur les grands tours

### Tour de France
5 participations
- 2004 : 71e
- 2005 : abandon (8e étape)
- 2006 : 34e, vainqueur de la 8e étape
- 2007 : abandon (11e étape)
- 2009 : 55e

### Tour d'Italie
1 participation
- 2006 : 79e

## Classements mondiaux
| Année              | 2005 | 2006 | 2007 | 2008 | 2009 |
| ------------------ | ---- | ---- | ---- | ---- | ---- |
| Classement ProTour |      | 121e |      |      |      |
| UCI Europe Tour    | 312e |      |      |      | 214e |